# Prochoerodes forficaria
Prochoerodes forficaria är en fjärilsart som beskrevs av Achille Guenée 1858. Prochoerodes forficaria ingår i släktet Prochoerodes och familjen mätare. Inga underarter finns listade i Catalogue of Life.